# Yushi Mizobuchi
Yushi Mizobuchi (溝渕 雄志 Mizobuchi Yūshi?, nacido el 20 de julio de 1994 en Takamatsu, Kagawa)es un futbolista japonés que se desempeña como defensa.

## Trayectoria

### Clubes
| Club             | País  | Año    |
| ---------------- | ----- | ------ |
| JEF United Chiba | Japón | 2017 - |

## Estadística de carrera

### J. League
| Club             | Año   | J. League | J. League | Copa J. League | Copa J. League | Total | Total |
| Club             | Año   | Part.     | Goles     | Part.          | Goles          | Part. | Goles |
| ---------------- | ----- | --------- | --------- | -------------- | -------------- | ----- | ----- |
| JEF United Chiba | 2017  | 13        | 0         | -              | -              | 13    | 0     |
| Total            | Total | 13        | 0         | 0              | 0              | 13    | 0     |